# Кристијанстед (Девичанска острва)
Кристијанстед (енгл. Christiansted) град је на острву Сент Крој у Америчким Девичанским Острвима. По попису из 2004, град има 3.000 становника.
Основан је 1773. године, а име је добио по краљу Данске и Норвешке Кристијану VI. Некад је био главни град ове територије, док је то сада Шарлота Амалија на острву Сент Томас. Заштићен је законом као историјска локација.